# Casa natalícia de Sant Lluís Bertran
La Casa natalícia de Sant Lluís Bertran és un edifici amb codi 46.15.250-318, que forma part dels monuments catalogats com béns de rellevància local del municipi de València, a la comarca de València, País Valencià. Està situada a la plaça de Sant Lluís Bertran, davant l'edifici de l'antic Almodí i el palau dels Escrivà, i molt propera a l'església de Sant Esteve, on va ser batejat el sant.
La zona en la qual s'emmarquen tots ells forma part d'un Pla Especial de Protecció i Reforma Interior (el Pepri de la Seu-Xerea) al qual es va donar llum verda a 1993, l'immoble, que disposa de protecció en atenció al seu especial valor patrimonial, segueix sense rehabilitar. No només la construcció es troba en mal estat, sinó que es deteriora el panell ceràmic que hi ha a la façana, el qual, en tractar-se d'una obra anterior a 1940, ha de tenir la consideració de Bé de Rellevància Local. Tot i això la rehabilitació de la casa natalícia de Sant Lluís Bertran roman paralitzada des de 1993, encara que amb motiu del IV centenari de la mort de Sant Lluís, a 1983, es va procedir a la restauració de la capella.

## Descripció historicoartística

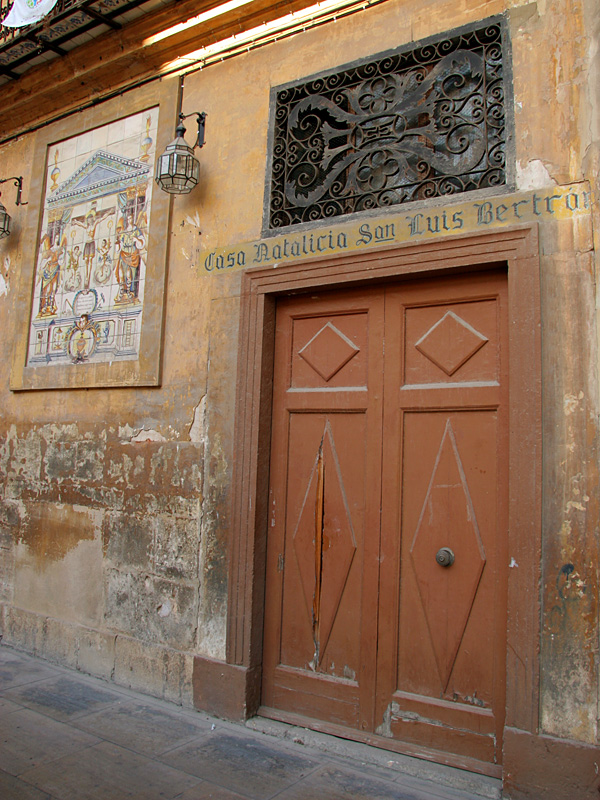
Entrada de la casa

La casa té entrada per la plaça de Sant Lluís Bertran, per un altre edifici annex a aquesta, que es va edificar a principis del segle xx. L'any 1619 aquest recinte va ser transformat en capella amb sagristia annexa. Hi ha una descripció sobre aquesta casa en una ressenya del Pare Vidal en el seu llibre Vida de San Luis (València, 1643), la qual no s'ajusta a l'estat en què es troba actualment, havent desaparegut l'antiga porta d'entrada enfront de la cantonada de l'església parroquial de Sant Esteve. La casa natalícia va ser reformada al segle xix, creixent en alçada. Destaca la seua balconada correguda i el retaule ceràmic en què es contempla Jesús a la Creu. En 1608, amb motiu de la beatificació del sant valencià, es va construir una capella i es va inscriure a la llinda el rètol «Casa Natalícia de San Luis Bertrán».
La capella, és de planta rectangular estreta al costat del presbiteri, amb cor als peus i púlpit. A l'interior hi ha una imatge de sant Lluís Bertran, obra de l'escultor Vicente Rodilla, ja que l'original, d'Ignasi Vergara, va desaparèixer. Davant d'ella se celebra solemne ofici religiós a la festivitat del sant, que es trasllada d'ordinari l'últim diumenge d'octubre. Al cel ras del presbiteri hi ha una senzilla «glòria» amb àngels pintada al tremp a mitjan segle xix. Als costats es llegeixen les següents inscripcions: «A LA MEMORIA Y CULTO DE SAN LUIS BERTRAN SU PARIENTE EL BARON DE BENIPARRELL. 1848».
Al seu torn, sobre la taula de l'altar: «REEDIFICADA DONDE NACIO EL SANTO. SEGUNDO ANGEL VALENCIANO». En els angles de les parets on s'estreny el presbiteri apareixen aquestes altres inscripcions: «SUS PARIENTES LOS MARQUESES DE MONESTIL Y DE AGUILAR, BARONES DE BENIPARRELL Y OTROS TITULOS. DEDICAN AL CULTO DEL SANTO EL SITIO DONDE TUVO LUGAR TAN FAUSTO SUCESO. SAN LUIS BERTRAN PROFESO EL 7 DE 1545. MURIO EN SU CONVENTO DE SANTO DOMINGO EL 9 DE OCTUBRE DE 1580. FUE BEATIFICADO POR SU SANTIDAD PAULO V EL 29 DE JULIO DE 1608. FUE CANONIZADO POR SU SANTIDAD CLEMENTE X, EL 5 DE ABRIL DE 1671».
En els murs d'aquesta capella apareixen quatre llenços, dos a cada costat, de 2,20 per 1,57 metres, apaïsats, sobre la vida de sant Lluís, d'autor no conegut. Als costats de la capella, a cada costat de la porta, hi ha sengles llenços representant Aparició de la Verge a Felip Neri, de 107 per 84 centímetres, i Sant Vicent Ferrer rebent a Sant Lluís Bertran (?), de 83 per 72 centímetres, d'escola valenciana de finals del segle xvii.
Ja en 1848 el Marquès de Cruïlles en la seua «Guia», posa de manifest la ruïna existent en l'edifici i la nova alineació i eixamplament del carrer i plaça, la qual cosa va produir la reducció de la capella, la qual, probablement va patir una modificació en el seu eix o perdre una dependència col·lateral. Les seues dimensions són 8 metres de llarg per cinc d'ample. L'altura, 5 metres.